# Aire urbaine des Herbiers
L’aire urbaine des Herbiers est une aire urbaine française constituée autour de la commune des Herbiers, dans le département la Vendée, en région Pays-de-la-Loire.
En 1999, ses 24 947 habitants font d’elle la 321e des 354 aires urbaines françaises.

## Caractéristiques

### Délimitation
D’après la délimitation établie en 2010 par l’Institut national de la statistique et des études économiques, l’aire urbaine des Herbiers se compose de 3 communes, toutes situées dans le département de la Vendée, dans l’arrondissement de La Roche-sur-Yon.
L’aire urbaine des Herbiers appartient à l’espace urbain des Herbiers.

### Commune du pôle urbain
Son pôle urbain est formé par l’unité urbaine des Herbiers, qui est considérée comme une « ville isolée », c’est-à-dire, une unité urbaine d’une seule commune.

### Communes rurales
En outre, l’aire urbaine comprend 2 autres communes, dites « communes rurales monopolarisées » dans le contexte de l’aire urbaine : 
- Mesnard-la-Barotière ;
- Saint-Paul-en-Pareds.

## Importance dans le contexte départemental
L’aire urbaine des Herbiers  représente au sein du département de la Vendée :
| Nombre de communes | Part du département | Superficie (km2) | Part du département | Population (hab.) | Part du département |
| ------------------ | ------------------- | ---------------- | ------------------- | ----------------- | ------------------- |
| 3                  | 1,12 %              | 112,93           | 1,68 %              | 18 511            | 2,82 %              |

## Composition
| Nom                  | Code Insee | Statut | Superficie (km2) | Population (dernière pop. légale) | Densité (hab./km2) |
| -------------------- | ---------- | ------ | ---------------- | --------------------------------- | ------------------ |
| Les Herbiers         | 85109      |        | 88,78            | 16 589 (2022)                     | 187                |
| Mesnard-la-Barotière | 85144      |        | 11,83            | 1 560 (2022)                      | 132                |
| Saint-Paul-en-Pareds | 85259      |        | 12,32            | 1 382 (2022)                      | 112                |

## Démographie
| 1999   | 2007   | 2012   | 2013   |
| ------ | ------ | ------ | ------ |
| 13 932 | 17 216 | 18 197 | 18 511 |